# Hotel Potemkin
Hotel Potemkin este un film mut de comedie austriac din 1924 regizat de Max Neufeld și scris de Ernst Vajda și Jacques Bachrach. Rolurile principale au fost jucate de Eugen Neufeld, Jean Angelo și Vilma Banky. În Germania a avut titlul Die letzte Stunde (Ultima oră).

## Rezumat
Plictisit de moarte de o viață confortabilă, fără mari impulsuri, tânărul lord Henry Berry încheie un pact cu domnul Witt, un străin misterios care îi promite o moarte frumoasă înainte de a împlini treizeci de ani. În cele trei săptămâni care i-au mai rămas de trăit, Lordul Henry este trezit la bucuriile vieții de iubirea pentru frumoasa Mabel, atât de mult încât renunță la ideile sale despre moarte. În cele din urmă descoperă că domnul Witt nu este nimeni altcineva decât tatăl lui Mabel, lordul Henry Gutsnachbar, care a făcut acest truc pentru a-l face să aprecieze dragostea de viață.

## Distribuție
- Eugen Neufeld —
- Jean Angelo — lordul Henry Berry
- Albert Paulig
- Julius Strobl
- Carl Goetz
- Eugen Jensen — lordul Bradford
- Lilith Adams
- Vilma Banky — Mabel
- Eugen Burg

## Producție
Filmul a fost produs de Vita-Film din Viena.

## Lansare
În Austria, filmul a fost proiectat pentru presă la Kosmos-Kino din Viena la 14 ianuarie 1924. A obținut viza de cenzură pe 29 ianuarie, fiind lansat în toate cinematografele austriece după o premieră vieneză la 21 martie 1924.
În Franța, unde a fost lansat pe 14 mai 1926, a fost distribuit de Agence Générale Cinématographique.
În Germania, filmul - interzis minorilor - a fost lansat într-o variantă de cinci role de 1844 metri cu viza de cenzură B.22877 din 8 iulie 1929.